# 洛苏湖
57°53′0″N 26°59′33″E / 57.88333°N 26.99250°E
洛蘇湖是愛沙尼亞的湖泊，位於該國東南部沃魯縣沃魯市鎮内，長0.7公里、寬0.1公里，面積0.56平方公里，平均水深2米，最大水深4米。